# أنيتا جارفين
أنيتا جارفين (بالإنجليزية: Anita Garvin) هي ممثلة أمريكية، ولدت في 11 فبراير 1907 بنيويورك في الولايات المتحدة، وتوفيت في 7 يوليو 1994 بلوس أنجلوس في الولايات المتحدة بسبب مرض.

## أعمال

### أفلام
- (1927) رفع القبعات
- (1940) أحمق في أكسفورد

## وصلات خارجية
- أنيتا جارفين على موقع IMDb (الإنجليزية)
- أنيتا جارفين على موقع ألو سيني (الفرنسية)
- أنيتا جارفين على موقع أول موفي (الإنجليزية)
- أنيتا جارفين على موقع قاعدة بيانات الأفلام السويدية (السويدية)
- أنيتا جارفين على موقع قاعدة بيانات الفيلم (الإنجليزية)
- أنيتا جارفين على موقع كينوبويسك (الروسية)